# Superavvolgimento del DNA
Il genoma umano è formato da DNA che, tutto insieme, contiene all'incirca 3,2 Gbp, divisi in 24 parti di lunghezza varia (il più lungo 245 Mbp, il più corto 47 Mbp).
Considerando che la catena del DNA è larga da 2,2 a 2,4 nm e che tra il centro di un nucleotide ed il centro del successivo ci sono 0,33 – 0,34 nm, il genoma umano sarebbe lungo (doppia elica sovrapposta) 1,1 m. Mentre il nucleo è una struttura alquanto sferica che ha un diametro di 8 µm (7 300 000 volte meno). Però non è impossibile che il DNA ci stia dentro perché è estremamente sottile (le sue dimensioni spaziali sono: 1,1 m × 2 nm × 2 nm) e ha un volume di circa 900 ym³, mentre il volume del nucleo e circa 2,1 fm³. Affinché, però il DNA stia nel nucleo è necessario che lo stesso si pieghi, si ripieghi, si ammassi, si stratifichi per accorciarsi ispessendosi, alla stregua di quanto faccia l'intestino tenue nella cavità addominale.

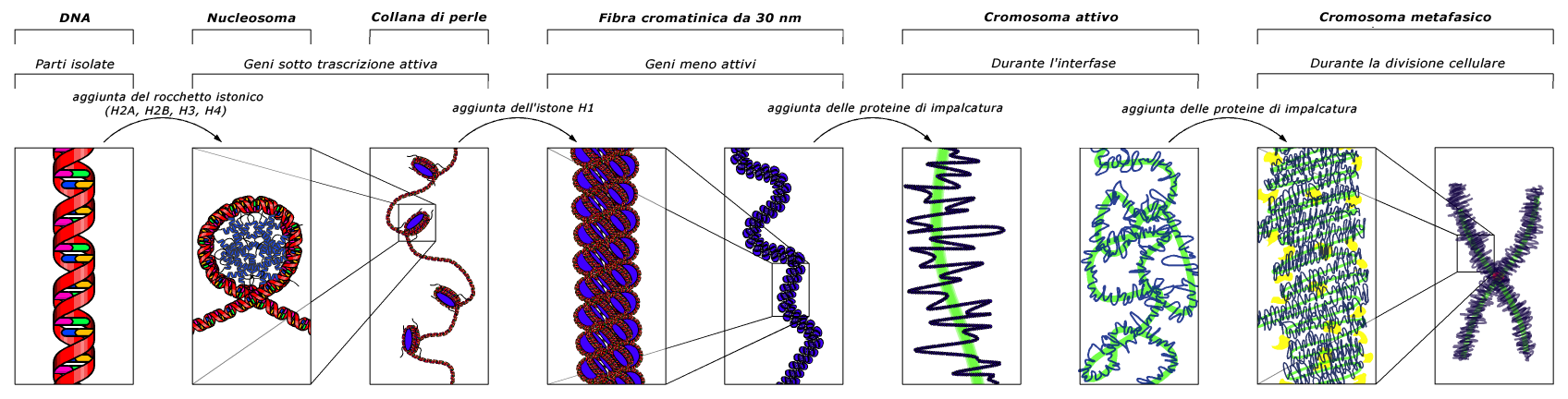

## Primo livello di compattazione
A svolgere questo impacchettamento ci sono gli istoni, proteine molto particolari e molto presenti nella cellula eucariote (6 000 000 di molecole). Gli istoni sono cinque: H1, H2A, H2B, H3 e H4 e sono fatti per la maggior parte di amminoacidi con carica positiva (lisina e arginina), per potere legare con forza non eccessiva (non è un legame covalente) il DNA. 
Quattro di questi istoni si raggruppano a coppie a formare un ottamero regolare cilindrico attorno al quale il DNA si avvolge con andamento sinistrorso 1,63 volte. Otto istoni + il DNA formano un nucleosoma.
Un nucleosoma è formato da 200 bp, delle quali solo 146 si avvolgono intorno all'ottamero istonico, mentre le restanti 54 bp restano non avvolte e sono chiamate DNA di connessione. Considerando che un ottamero istonico ha un diametro di 11 nm, che il DNA di connessione è lungo 18 nm e che ci sono circa 60 milioni di istoni per cellula, si evince che la dimensione del DNA cambia da 1,1 m × 2 nm a circa 50 cm × 11 nm (sempre diviso in 24 frammenti). Questa disposizione si chiama "collana di perle" ed è un primo livello di condensazione, ma ancora insufficiente (è più di 60 000 volte più lungo del diametro del nucleo).

## Secondo livello di compattazione
Il secondo livello di compattazione prende il nome di "solenoide". Qui entra in funzione un quinto istone, l'H1 che accorpa i nucleosomi sovrapponendoli a due a due (fibra cromatinica) o raggruppandoli in gruppi di 6 ciascuno (solenoide). In questo modo lo spessore passa da 11 nm a 30 nm circa (11 nm × 2 + 9 nm di spazio internucleosomico) e la lunghezza passa a circa 15 cm × 30 nm (divisa in 24 frammenti). Sebbene la lunghezza è 20 000 volte il diametro del nucleo, queste corde si aggrovigliano su se stesse alla stregua del filo su d'un gomitolo e s'accomodano perfettamente nel nucleo.

## Terzo livello di compattazione
Infatti, la fibra da 30 nm si può contorcere su sé formando anse e controanse, accorciandosi 10 volte, passando a 1,5 cm × 300 nm (sempre divisi in 24 parti). Questo livello di condensazione è chiamato cromatina distesa o eucromatina (da greco εὖ (eu) = buono e χρῶμα (chròma) = colore, perché possono essere colorati con colori diversi in accordo al rapporto A-T/C-G) ed è il grado di condensazione che caratterizza il DNA sotto trascrizione attiva oppure i geni che la cellula esprime nella sua vita (l'insieme dei geni che rimangono inespressi vanno sotto il nome di eterocromatina).
L'eucromatina si può ancora condensare maggiormente. Durante il differenziamento parte di eucromatina viene ulteriormente condensata, per non essere tradotta mai più (es. condensazione del gene delle immunoglobuline in un melanocita) raccogliendola e pigiandola, fino ad accorciarla (quasi metà lunghezza) ed ispessirla. È intrascrivibile ed ha dimensioni di 9 mm × 500 nm circa.

## Quarto livello di compattazione
Tuttavia, alle estremità telomeriche e nei pressi del centromero la cromatina è sempre molto condensata a prescindere dal tipo cellulare e non contiene geni o ne contiene pochissimi. Questa si forma annodando la eucromatina su se stessa molte volte e costipandola e pigiandola fino a farla diventare all'incirca di 7 mm × 700 nm. Questa forma di cromatina si chiama eterocromatina (dal greco ἔτερος (èteros) = diverso, perché si colorava diversamente, più intensamente, del resto del DNA) o cromatina condensata.
Tuttavia, la eucromatina e la eterocromatina nel nucleo sono a livelli di condensazione variabili, secondo la regione (eterocromatina) o la presenza di attiva trascrizione (eucromatina).

## Quinto livello di compattazione
Nella metafase della mitosi (seconda fase) osservando al microscopio ottico una cellula in metafase, si vede, allinearsi al centro della cellula su un'immaginaria linea equatoriale (piastra metafasica) delle strutture ad X con due bracci più lunghi degli altri due. All'analisi molecolare è DNA legato ai microtubuli del fuso mitotico. Misurando, ad esempio, il cromosoma 22 si scopre che questo ha dimensione 2 µm × 1,4 µm cioè si è condensato quasi 50 volte tanto lo sia la eucromatina, cioè circa 10 000 volte tanto il DNA lineare doppia elica, tanto da essere visibile.
Questo è reso possibile dalla presenza di due catene di proteine, ancora poco note, che formano un asse centrale (la X schema) unite da una terza proteina (il centromero) attorno al quale la eterocromatina si avvolge numerose volte per tutta la sua lunghezza formando il cromosoma metafasico, quello che si osserva allacciato al fuso mitotico (per il centromero) durante la metafase della mitosi.